# Yipho-burmanska språk
Yipho-burmanska språk är en språkfamilj som talas huvudsakligen i södra Kina, Myanmar, Laos, Vietnam och Thailand. Många av dem är minoritetsspråk, men nationalspråket i Burma, burmesiska, ingår i gruppen.
Av de ingående undergrupperna anses vanligen de tre yipho-grupperna stå varandra närmare än vad de står den burmanska gruppen, så att burmansk-yipho anses bestå av burmanska språk och yipho-språk, där den senare gruppen i sin tur är indelad i nordlig, central och sydlig yipho.
Språkgruppen yipho-burmanska är känd under flera namn: Burmansk-yipho, lolo-burmesiska, burmesisk-lolo, burmansk-lolo, lolo-burmanska, burmesisk-yipho med flera. Konsensus kan inte sägas ha uppnåtts ännu. 
Den huvudsakliga anledningen till ändringen från lolo till yipho, är att termen lolo inom Kinas gränser använts mycket nedsättande, och kinesiska lingvister inom området tvekar att använda denna term. Dock är lolo den term som närmast liknar vad yipho-folken själva kallar sig, vilket fått lingvister från andra länder att hålla kvar vid termen.